# Deuterixys
Deuterixys – rodzaj błonkówek z rodziny męczelkowatych. Gatunkiem typowym jest Deuterixys carbonaria.

## Zasięg występowania
Większość świata z wyjątkiem Krainy etiopskiej (gdzie nie stwierdzono ich prawdopodobnie z braku badań).

## Biologia i ekologia
Żywicielami przedstawicieli tego rodzaju są motyle z rodziny Bucculatricidae. 

## Systematyka
Do rodzaju zaliczanych jest 18 gatunków:
- Deuterixys anica Austin & Dangerfield, 1992
- Deuterixys bennetti Whitfield, 1985
- Deuterixys bifossalis Zeng & Chen, 2011
- Deuterixys carbonaria (Wesmael, 1837)
- Deuterixys colombiana Whitfield & Oltra, 2005
- Deuterixys condarensis (Tobias, 1960)
- Deuterixys curticalcar Zeng & Chen, 2011
- Deuterixys erythrocephala Whitfield & Oltra, 2005
- Deuterixys hansoni Whitfield & Oltra, 2005
- Deuterixys pacifica Whitfield, 1985
- Deuterixys patro (Nixon, 1965)
- Deuterixys plugarui (Tobias, 1975)
- Deuterixys quercicola Whitfield, 1985
- Deuterixys rimulosa (Niezabitowski, 1910)
- Deuterixys svetlanae Kotenko, 2007
- Deuterixys tehuantepeca Whitfield & Oltra, 2005
- Deuterixys tenuiconvergens Zargar & Gupta, 2019
- Deuterixys x-formis Papp, 2012